# Нотчбек

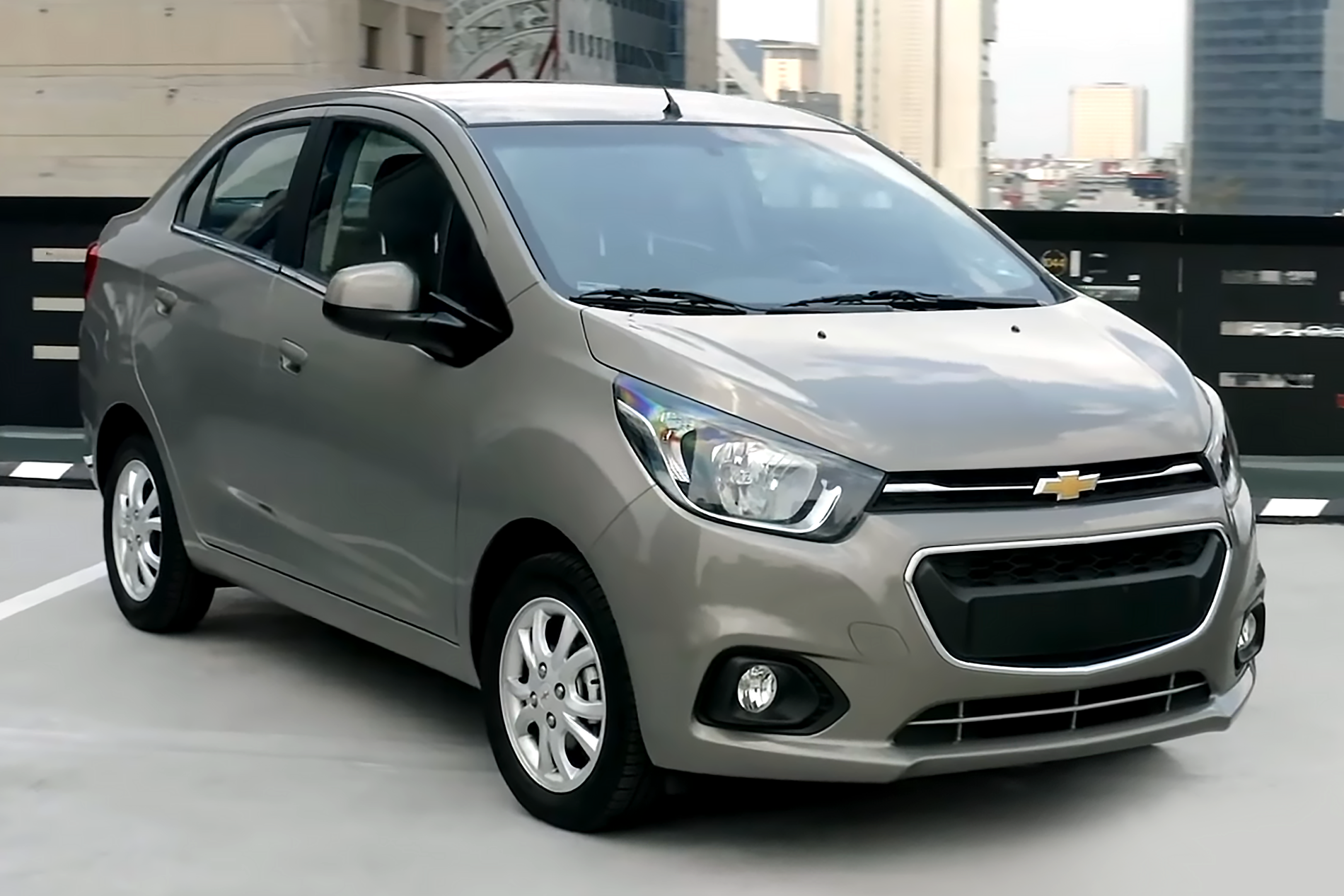
Chevrolet Beat в кузові нотчбек

Нотчбек (англ. notchback) — легковик із задньою частиною, що відрізняється від пасажирського відділення, і де задня частина пасажирського відділення розташована під кутом до верхньої частини того, що зазвичай є заднім багажним відділенням.  Автомобілі в кузові нотчбек мають «багажник, кришка якого утворює чітку палубу».  У профільному вигляді кузов має сходинку вниз від даху з нахиленим донизу заднім вікном салону, яке стикається з майже горизонтальною кришкою багажника, що тягнеться до задньої частини автомобіля. 
Цю категорію можна охарактеризувати як триоб'ємну конструкцію, де об’єм багажника менш виражений, ніж моторний і пасажирський відсіки. 
Багато моделей седанів, купе або хетчбеків можна класифікувати як нотчбек. Однак ця категорія має обмежене значення за межами американських виробників автомобілів, які відрізняють триоб'ємні моделі від інших типів кузовів у тому ж модельному ряду. Наприклад, модельний ряд Chevrolet Vega включав як купе нотчбек, так і купе фастбек.
В Індії до сих пір популярні нотчбеки (у них це седани менше 4 метрів), тому що на автомобілі менше 4 метрів у довжину додаються податкові пільги.

## Північна Америка

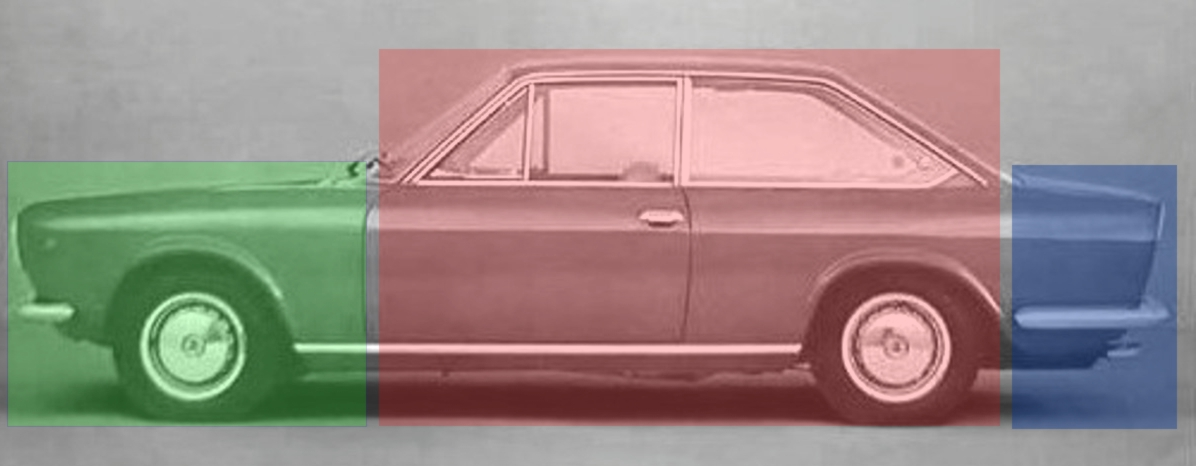
Fiat 124 Coupe

Одним із перших автомобілів, які продавалися як нотчбек, є Cadillac Sixty Special 1939 року.   

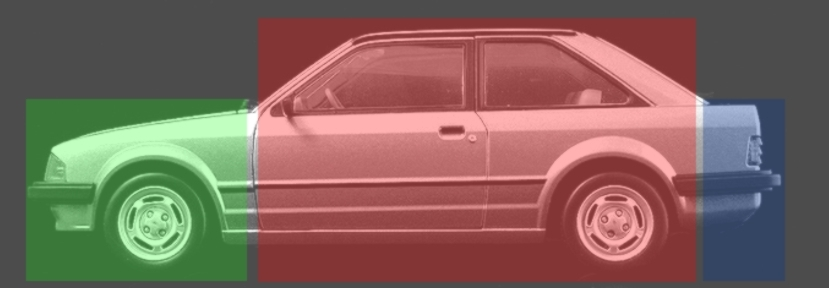
Європейський Ford Escort

Основною зміною дизайну серед американських автовиробників для моделі 1952 року була представлена версія нотчбек Nash Ambassador.   Це було на відміну від попередньої аеродинамічної форми кузова фастбека, яка з'явилася на Nash Ambassador 1949–1950 років як «найобтічніша форма на дорозі».  Нові автомобілі мали виразну перевернуту похилу стійку C і більший стиль, що стало тенденцією дизайну.  

У 1971 році компанія Chevrolet випустила на ринок триоб'ємні седани Chevrolet Vega як нотчбек, щоб відрізнити їх від моделей фастбека Vega.   Для моделі 1973 року назву автомобіля було змінено на «Vega Notchback». 

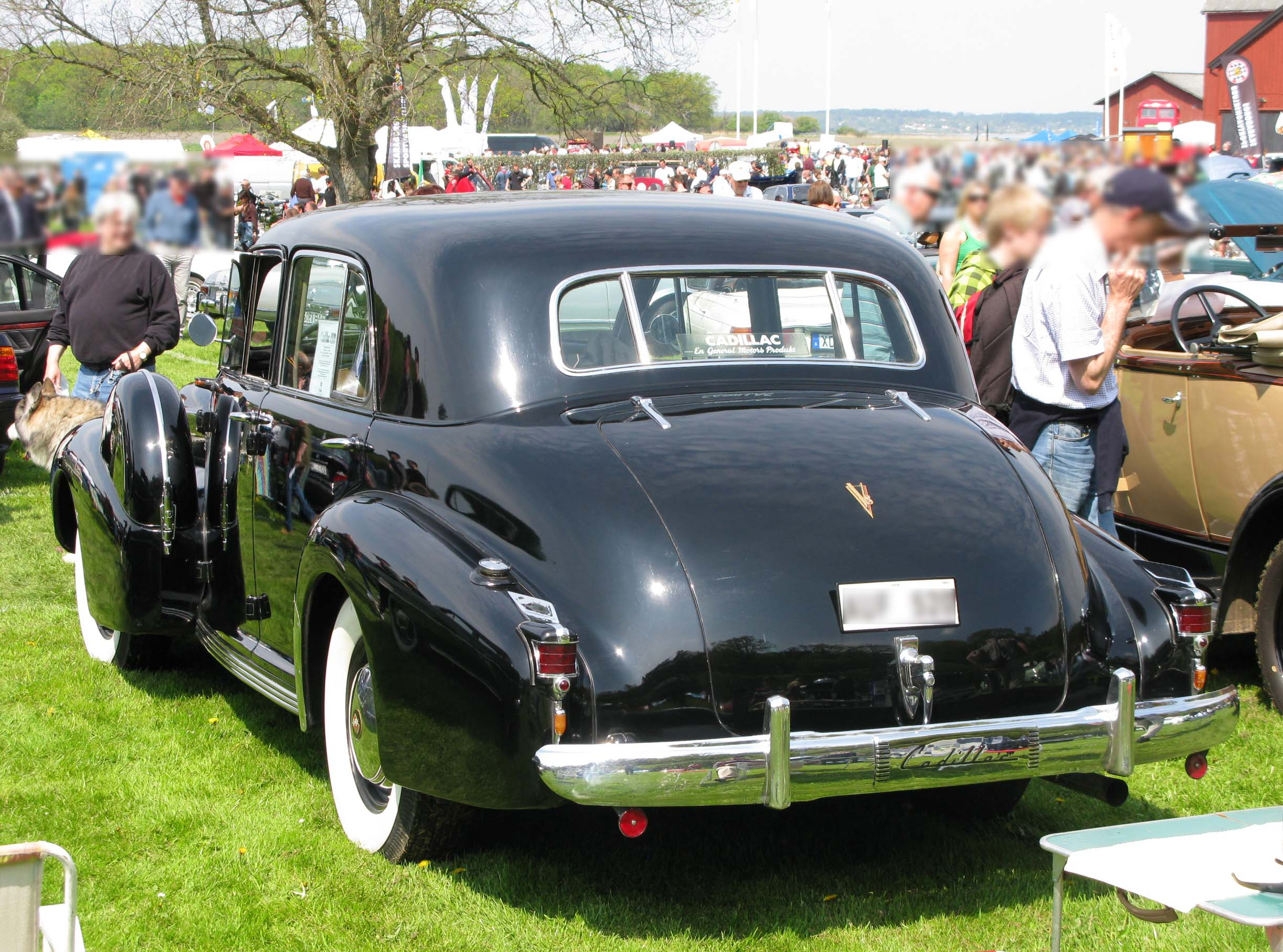
1939 Cadillac Series 60 Special
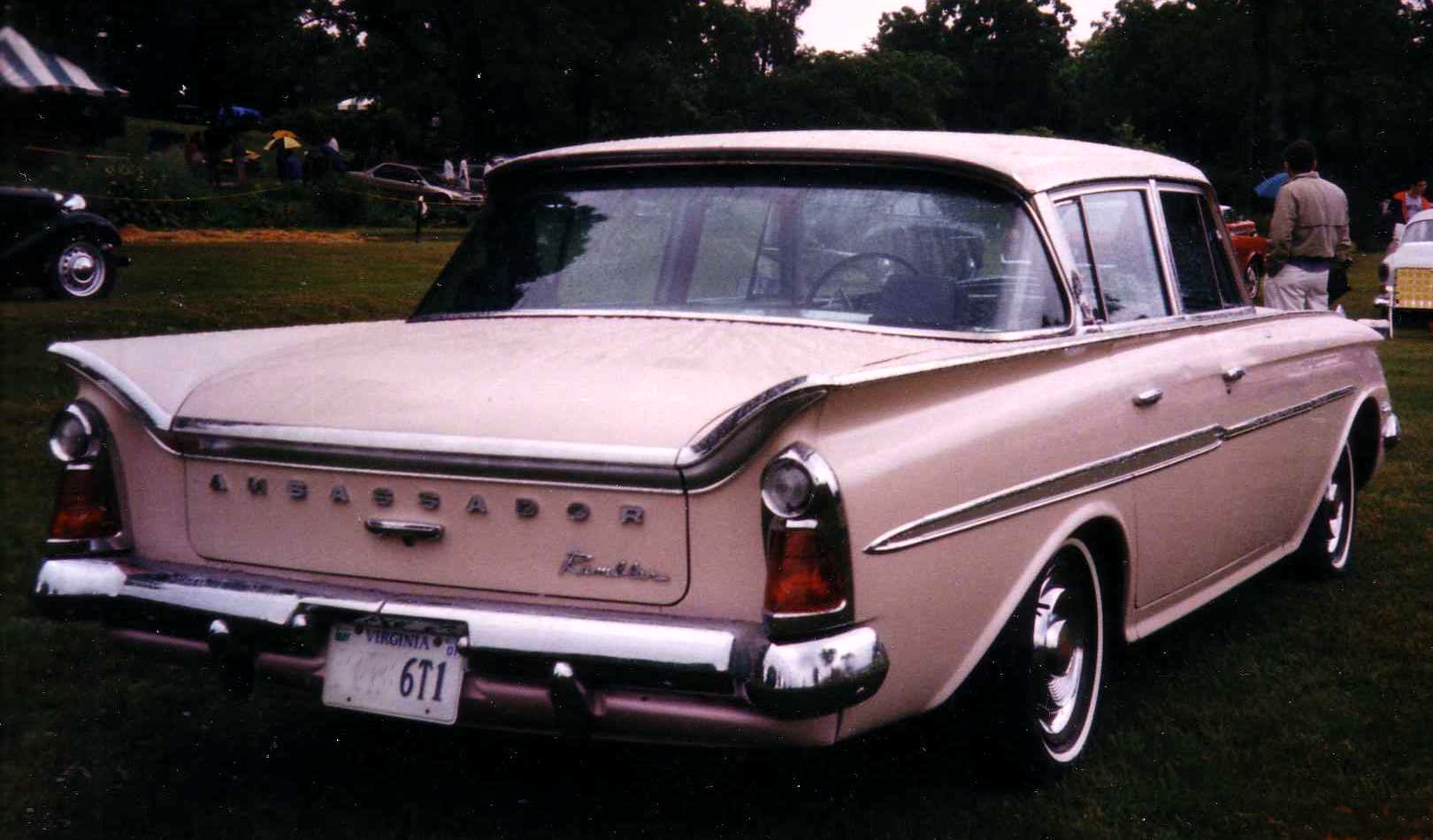
1961 Rambler Ambassador седан
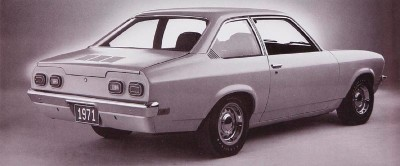
Нотчбек Chevrolet Vega 1971 року

## Англомовні країни
Хоча багато моделей автомобілів мають характеристики нотчбека, ця категорія в основному не використовується за межами Північної Америки, а їх стиль кузова описується іншими термінами. Наприклад, трикутний седан  більш загально відомий як «салон» британською англійською мовою.  "Нотчбек" з'явився в кількох британських англійських виданнях; однак це не той термін, який використовується у звичайній мові в Британії.  